# Barret Wallace
Barret Wallace (jap. バレット・ウォーレス Baretto Wōresu) – jeden z głównych bohaterów gry jRPG Final Fantasy VII firmy Square.
Barret jest liderem grupy AVALANCHE, której celem jest zwalczenie korporacji Shinra. Urodził się 15 grudnia we wiosce Corel.
Ma 35 lat. Jego wzrost wynosi 1,93m. Jego bronią jest karabin wmontowany w miejsce prawej dłoni. Spotykamy go na samym początku gry. Pomagamy mu zniszczyć jeden generator Shinry wysysający energie
Mako.
Barret stracił dłoń w próbie ratowania jego przyjaciela Dyne'a przed spadnięciem do przepaści. Wtedy Scarlet, członkini grupy Turks, postrzeliła go w prawe przedramię, po czym okazało się, że dłoń jest niezdatna do dalszego użytku (to jest bezpośrednią przyczyną wmontowania sobie karabinu). Po tym zdarzeniu Barret zajmował się córką przyjaciela – Marlene. Pała żądzą zemsty za zniszczenie ojczystej wioski Corel przez żołnierzy Shinry.